# میناموتو نو ناکاآکیرا
میناموتو نو ناکاآکیرا (به ژاپنی: 源 仲章 みなもと の なかあきら)، تولد نامشخص - مرگ ۱۳ فوریه ۱۲۱۲ - یک پژوهشگر کنفوسیوس، گوکه‌نین در اواخر دوره هی‌آن و ابتدای شوگون‌سالاری کاماکورا بود. از نوادگان میناموتو نو ماسانوبو، وزیر چپ بود. پدرش، میتسوئن، نیز از ملازم نزدیک امپراتور گوشیراکاوا بود و به عنوان یک مقام اینبان خدمت می‌کرد، و در خانواده ای بی اقوام به دنیا آمد و به امپراتور بازنشسته امپراتور گوتوبا خدمت کرد.
او از دوران کودکی با شوگون‌سالاری کاماکورا آشنا شد و در حالی که هنوز در کیوتو زندگی می‌کرد، به مقام گوکه‌نین اعطا شد.